# Nigel Farage
Nigel Paul Farage [ˈnaɪdʒəl pɔːl ˈfærɑːʒ], né le 3 avril 1964 à Farnborough (Kent), est un homme politique, animateur de radio et analyste politique britannique de droite souverainiste, classé à l'extrême droite.
Il est à l'origine de la création du Parti pour l'indépendance du Royaume-Uni (UKIP), qu'il dirige entre 2006 et 2016. Député européen de 1999 à 2020, il est coprésident du groupe Europe de la liberté et de la démocratie directe (ELDD) au Parlement européen.
Eurosceptique, il est un fervent partisan de l'organisation d'un référendum sur l'appartenance du Royaume-Uni à l'Union européenne, qui aboutit en 2016 à un vote favorable au départ du pays de l'UE (« Brexit »). Satisfait par ce résultat, il quitte peu après la tête de l'UKIP.
Mais en 2019, craignant un recul sur la question, il fonde le Parti du Brexit, qui arrive en tête des élections européennes. Il accepte ensuite de ne pas présenter de candidats de son parti aux élections générales anticipées face aux députés sortants du Parti conservateur, dont la victoire permet le Brexit.
Finalement insatisfait de la politique des conservateurs au pouvoir, il opère un nouveau retour en politique en reprenant la direction du Parti du Brexit, renommé « Reform UK », en vue des élections générales de 2024, lors desquelles il est élu député dans la circonscription de Clacton, après ses sept précédentes tentatives infructueuses de rejoindre la Chambre des communes.

## Situation personnelle

### Formation et carrière
Après une scolarité au Dulwich College qu'il termine en 1982, Nigel Farage décide de ne pas poursuivre d'études à l'université et commence une carrière dans les services financiers de la Cité (City) de Londres.
Il devient ainsi courtier en commodités au London Metal Exchange (LME). Il rejoint d'abord la banque d'affaires américaine Drexel Burnham Lambert, puis en 1986 le Crédit lyonnais Rouse. Il est embauché auprès du courtier de marchandises et de contrats à terme américain Refco en 1994, puis travaille pour Natexis Metal en 2003.

### Vie privée et familiale
Nigel Farage épouse Gráinne Hayes en premières noces, une infirmière avec qui il a deux garçons, puis Kirsten Mehr, une Allemande avec laquelle il a deux filles.
Jeune adulte, Farage frôle la mort après avoir été renversé par une voiture. Le 26 décembre 1986, il ressent les symptômes de ce qui s'avère être un cancer du testicule. Il se fait alors retirer le testicule gauche afin d'éviter l'extension du cancer aux autres organes.

## Parcours politique

### Député européen et dirigeant du UKIP
Nigel Farage est membre du Parti conservateur jusqu'en 1992, date à laquelle il le quitte en raison du soutien de celui-ci au traité de Maastricht.
En 1993, il est l'un des membres fondateurs du Parti pour l'indépendance du Royaume-Uni (UKIP). Sous cette bannière, il est élu au Parlement européen en 1999, 2004, 2009 et 2014.
En septembre 2006, il est élu président du UKIP avec 44 % des voix, sur la promesse de faire du parti un véritable parti d'opposition traitant également des sujets nationaux. Il quitte cette fonction trois ans plus tard, afin de se concentrer sur sa candidature aux élections générales de 2010, lors desquelles le UKIP obtient 3,1 % des voix. Il retrouve la présidence du UKIP en novembre 2010, après avoir été réélu avec 60,5 % des voix face à trois candidats.

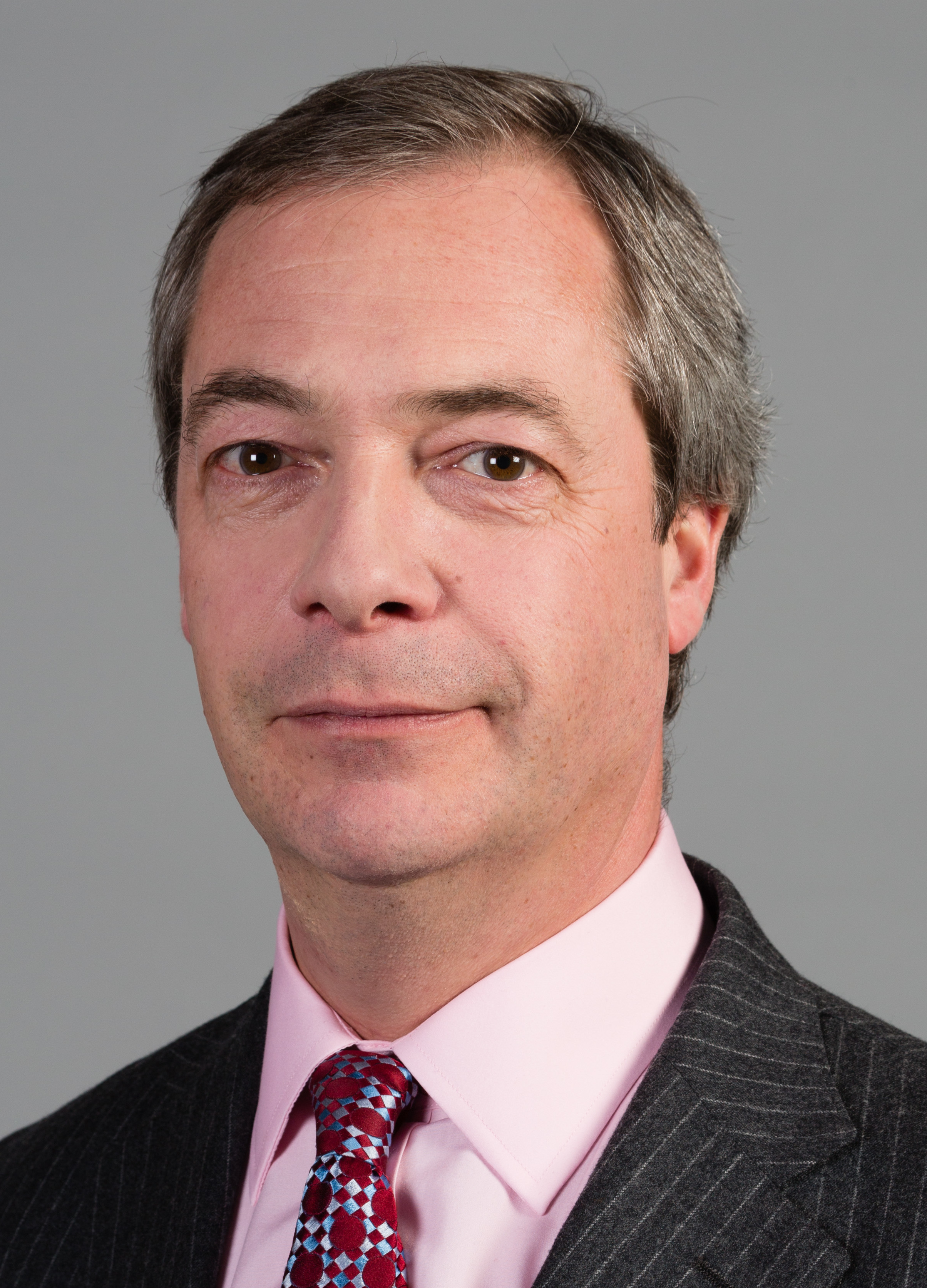
Nigel Farage en 2014.

Nigel Farage est décrit tantôt comme un homme roué et malin, tantôt comme un trublion. En 2004, il demande la démission de Jacques Barrot de son poste à la Commission européenne en raison d'une condamnation pénale de l'intéressé pour financement illégal de parti ; soutenu dans un premier temps par l'Alliance des démocrates et des libéraux pour l'Europe, sa demande n'aboutit cependant pas, Barrot arguant d'une amnistie présidentielle couvrant cette condamnation,. En novembre 2009, il prononce un discours dans lequel il reproche à la baronne Ashton, tout juste nommée haute représentante de l'Union pour les affaires étrangères et la politique de sécurité, de n'avoir jamais été élue à une fonction publique et affirme que « les peuples d'Europe n'ont pas le pouvoir de lui demander des comptes ou de la destituer » ; ce discours lui vaut une remarque du président de séance, qui lui demande de « baisser d'un ton ». En février 2010, Nigel Farage prononce au Parlement européen un discours dans lequel il critique le président du Conseil européen, Herman Van Rompuy, lui attribuant « le charisme d'une serpillière humide et l'aspect d'un petit guichetier de banque », tout en lui attribuant l'intention d'être « l'assassin de la démocratie européenne et de toutes les nations européennes ». Il ajoute à son égard : « vous n'avez aucune idée de ce que peut être un pays uni, tout cela parce que vous venez de Belgique, qui est plutôt un non-pays ». Cette dernière déclaration lui attire de vives critiques,,, et il se voit condamner par le Parlement à une amende de 3 000 euros.
Ses discours passionnés au Parlement européen lui assurent une popularité certaine face à la classe politique traditionnelle. Il voit ainsi sa cote de popularité monter en même temps que les intentions de vote en sa faveur, confirmées par une succession de succès électoraux locaux. Il dit défendre les « valeurs de démocratie pour les nations » et s'oppose à l'adoption d'une Constitution européenne en invoquant le « non-respect des votes des peuples européens » (notamment français, irlandais et néerlandais), ainsi que l'absence de référendums pour l'immense majorité des pays européens,.
Lors des élections européennes de 2014, il remporte un grand succès : avec 24 des 67 sièges nationaux, son parti obtient pour la première fois plus de sièges au Parlement que les autres partis britanniques. Les travaillistes et conservateurs se retrouvent relégués à la deuxième et troisième place. Il s'agit des premières élections, depuis longtemps, où un nouveau parti réussit à devancer à la fois les travaillistes et conservateurs. Ces résultats ont été obtenus après que Farage est parvenu à polariser le débat autour de sa personne et de son parti, contraignant les autres partis à prendre position sur une éventuelle sortie du pays de l'Union européenne. Ce succès s’explique par un reflux de voix d’électeurs tories, nostalgiques de Margaret Thatcher dont Nigel Farage revendique l’héritage (un ami de la baronne Thatcher affirme qu’elle partageait ses vues et n’exclut pas qu’elle ait pu voter en sa faveur). Au Parlement européen, il est le coprésident du groupe Europe de la liberté et de la démocratie directe (ELDD). Le Times l'élit alors « Britannique de l'année ».
À l'issue des élections générales de 2015, le UKIP (12,7 %) ravit la troisième place en nombre de voix aux Libéraux-démocrates (7,9 %). Se présentant dans la circonscription de Thanet South, Nigel Farage est battu de justesse. Il annonce sa démission de la présidence du UKIP, avant de changer d'avis quelques jours plus tard après le refus du comité exécutif du parti d'entériner sa démission. Cette décision provoque plusieurs oppositions au sein du parti. C'est la sixième fois qu'il échoue à se faire élire comme député au Parlement britannique.
Alors qu'il réclame la sortie du Royaume-Uni de l'Union européenne depuis une vingtaine d'années, c'est sous sa pression que le Premier ministre, David Cameron, promet en 2013 l'organisation d'un référendum sur le maintien du pays dans l'UE. Le 24 juin 2016, au lendemain de la tenue de ce référendum, à l'issue duquel les Britanniques expriment leur choix de quitter l'Union européenne (« Brexit »), il parle de « jour de l'indépendance » britannique, déclare qu'il s'agit d'« une victoire pour les gens ordinaires, pour les gens bons, pour les gens honnêtes » et réclame un « gouvernement Brexit » pour le Royaume-Uni.
Le 28 juin 2016, devant les députés européens réunis en session extraordinaire à Bruxelles, il lance, sous des huées : « N’est-il pas drôle, quand je suis venu ici il y a 17 ans en disant vouloir mener une campagne pour faire sortir le Royaume-Uni de l’UE, que vous ayez tous ri de moi ? Vous ne riez plus maintenant, n’est-ce pas ? ». Il annonce sa démission de la direction du UKIP le 4 juillet suivant, estimant avoir accompli sa mission en ayant fait en sorte que le Royaume-Uni sorte de l'Union européenne,. Diane James est élue le 16 septembre suivant. Le 5 octobre 2016, après la démission de celle-ci, il assure l'intérim de la direction du parti.

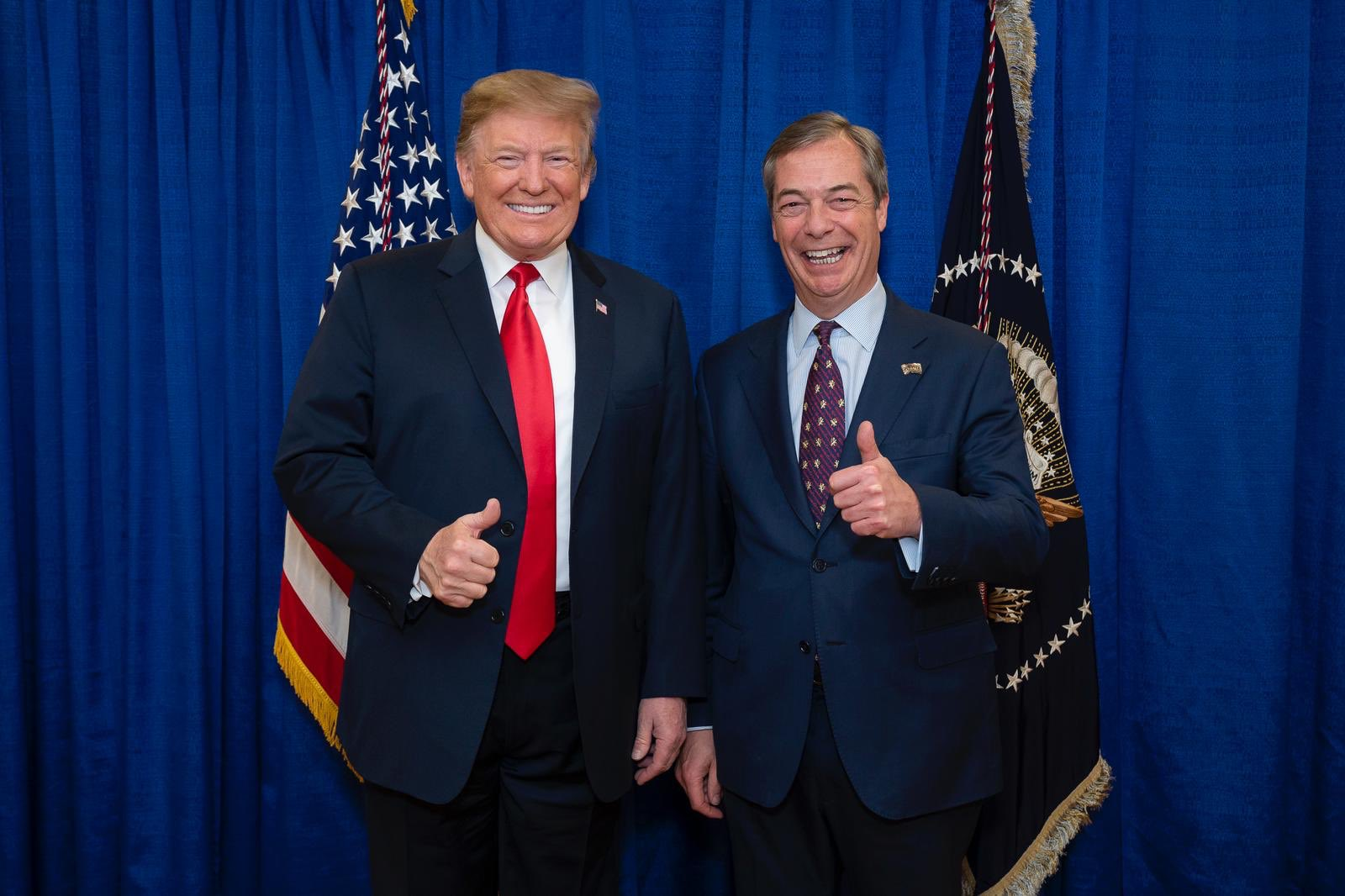
Donald Trump et Nigel Farage en 2019

Le 9 novembre 2016, à la suite de la victoire du républicain Donald Trump à l'élection présidentielle américaine de 2016 face à Hillary Clinton, Nigel Farage décrit cet événement comme une « grande révolution politique » au même titre que le Brexit, estimant dans le même temps que le Royaume-Uni va se faire « un ami à la Maison-Blanche » en la personne du nouveau président. Il est le premier élu étranger avec qui Donald Trump s'entretient après son élection : ce dernier lui demande alors de militer contre les projets éoliens en Écosse, dont un est prévu près de l’un de ses golfs. Il dit espérer que Donald Trump lui confie un poste « pour améliorer les relations entre le Royaume-Uni et l'Amérique » et propose de jouer les intermédiaires avec le gouvernement de Theresa May, qui décline. Quelques jours plus tard, le président élu déclare que Nigel Farage ferait « un excellent travail » s'il était nommé ambassadeur britannique aux États-Unis, ce à quoi le gouvernement britannique répond avoir « déjà un excellent ambassadeur ». Nigel Farage est par ailleurs contributeur de Breitbart News, média dirigé par Steve Bannon, directeur de campagne puis conseiller en chef de Donald Trump à la Maison-Blanche.

### Fondation du Parti du Brexit

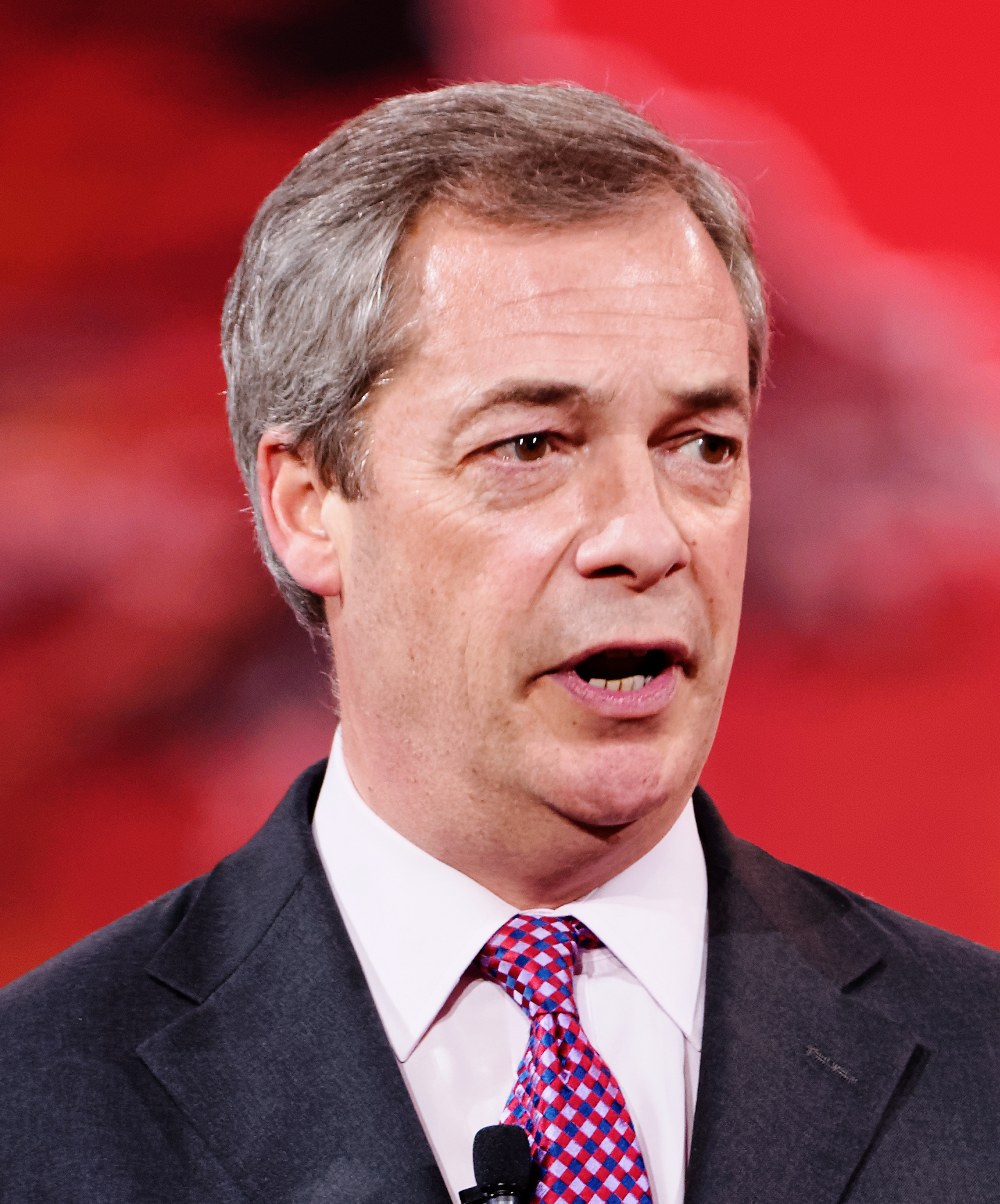
Nigel Farage à la Conservative Political Action Conference de 2015.

En janvier 2017, Nigel Farage obtient de présenter une émission quotidienne d'une heure en soirée sur LBC (en), pour laquelle il est animateur radio. Le 30 octobre 2017, durant son émission, tout en disant ne pas penser qu’Israël ait cherché à agir sur le résultat de l’élection présidentielle américaine de 2016, il affirme que le lobby juif aux États-Unis, lié à Israël, est petit en nombre, mais très puissant sur le plan de l'argent et de l'influence ; il est alors accusé de verser dans le conspirationnisme,.
Nigel Farage annonce quitter l'UKIP le 4 décembre 2018, considérant que celui-ci ne peut conduire la sortie du Royaume-Uni de l’Union européenne. Il s'oppose avec virulence au projet d’accord de retrait du Royaume-Uni de l'Union européenne proposé par la Première ministre conservatrice Theresa May, et dénonce l’attitude d'« obstruction » de la Chambre des communes. En mars 2019, il lance une marche de Sunderland, dans le nord-est de l'Angleterre, en direction de Londres, pour réclamer la sortie de l'Union européenne sans accord entre le Royaume-Uni et l’Union européenne (« Brexit dur »).
Le 12 avril 2019, après la décision de reporter la date limite du Brexit au 31 octobre 2019, il annonce, en vue des élections européennes du 26 mai 2019, la création d'un nouveau parti, le Parti du Brexit, militant pour un « Brexit dur ». Lors du scrutin européen, son parti arrive largement en tête, obtenant 30,5 % des suffrages exprimés, devant les Libéraux-démocrates (19,6 %), le Parti travailliste (13,6 %), le Parti vert (11,8 %) et le Parti conservateur au pouvoir (8,8 %). Réélu député européen au côté de 28 candidats du Parti du Brexit, Nigel Farage préfère siéger chez les non-inscrits plutôt qu’à ELDD comme lors de la précédente législature.
Il critique ensuite l’accord de retrait conclu par le nouveau Premier ministre conservateur, Boris Johnson. Après l'annonce d'un nouveau report de la date du Brexit au 31 janvier 2020, il propose de conclure une alliance entre le Parti conservateur et le Parti du Brexit pour les élections générales anticipées de décembre 2019 afin de réaliser le Brexit le plus rapidement possible, ce que Boris Johnson refuse. Alors que la campagne des partisans d'un Brexit dur, unilatéral et sans accord, risque d'entraver la possible sortie du Royaume-Uni de l'Union européenne, en réduisant les chances de victoire des conservateurs, également favorables au Brexit, Nigel Farage annonce qu'il ne se présente pas lui-même et que son parti ne présentera pas de candidats dans les circonscriptions gagnées par les conservateurs aux élections générales de 2017. Il appelle cette démarche « alliance unilatérale pour la sortie (du Royaume-Uni de l'Union européenne) ».
La victoire du Parti conservateur permet finalement le Brexit, le 31 janvier 2020. Deux jours auparavant, le 29 janvier, Nigel Farage prononce son dernier discours au Parlement européen à l’occasion du vote des parlementaires européens sur le traité de retrait du Royaume-Uni. Il qualifie l’UE de projet « anti-démocratique » représentant le « mondialisme face au populisme » : il cite les pouvoirs accordés « à des gens sans qu'ils aient à rendre des comptes », ainsi que les référendums français et néerlandais de 2005 suivis du traité de Lisbonne, et l’organisation en 2009 d’un deuxième référendum en Irlande. Disant « aimer l’Europe » mais « haïr l’Union européenne », il déclare que son pays ne reviendra « jamais » dans celle-ci, puis se voit couper le micro après avoir agité le drapeau britannique, alors que les drapeaux nationaux sont interdits dans l’hémicycle,. Il renonce par ailleurs à son indemnité de départ de 179 000 euros.
Au début de l’année 2021, au lendemain du retrait officiel du Royaume-Uni de l’UE, le Parti du Brexit devient Reform UK.
En mai 2023, Farage estime que le Brexit a échoué, s'exprimant dans l'émission Newsnight de la BBC, admettant que le Royaume-Uni n'avait pas bénéficié économiquement de la sortie de l’UE. Il ajoute : « Nous n’avons pas tenu nos promesses concernant le Brexit et les conservateurs nous ont laissé tomber. ».
En 2023, plusieurs banques, dont la Coutts & Co. (en), clôturent les comptes de Farage, craignant que leur image soit associée à un comportement « vu comme xénophobe et raciste ». À la suite de cet événement, les milieux conservateurs, et notamment le Premier ministre Rishi Sunak s'indignent et critiquent cette décision.
Fin 2023, il intègre l'émission de téléréalité Je suis une célébrité… Sortez-moi de là !.

### Député britannique

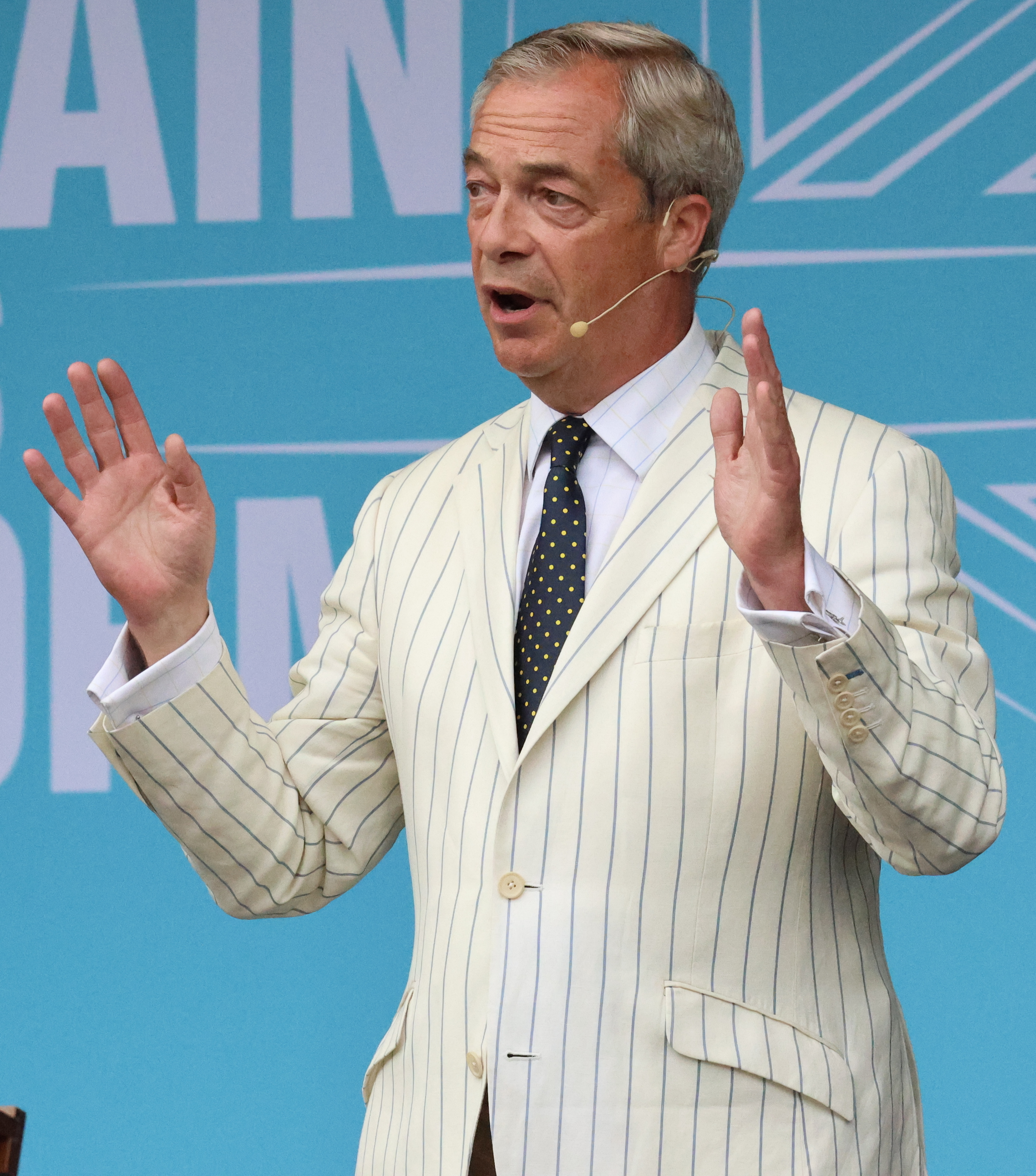
Nigel Farage lors d’une réunion publique en 2024.

Le 3 juin 2024, Nigel Farage annonce sa participation aux élections générales anticipées sous la bannière de Reform UK, en progression dans les sondages, dans la circonscription de Clacton (Sud-Est de l'Angleterre).
Il se présente après avoir été « un temps soupçonné de vouloir rallier les conservateurs », dont certaines figures ont de la sympathie pour lui. Au lendemain de son annonce, alors qu'il est présent à Clacton-on-Sea, une opposante lui lance un verre de milk-shake à la figure en signe de contestation. Lors de la campagne, il tient un discours d'opposition à l'immigration et propose de réduire les flux migratoires. Il suscite la polémique en défendant le président russe Vladimir Poutine et en accusant l'Occident d'être responsable de l'invasion de l'Ukraine par la Russie.
Au soir des élections, il est élu député de la circonscription de Clacton avec plus de 46 % des voix, dix-huit points devant le député sortant conservateur, Giles Watling,. Au niveau national, il l'emporte aux côtés de quatre autres députés de Reform UK, qui obtient un certain succès avec 14,3 % des suffrages, devenant le troisième parti britannique en termes de voix,.

## Classification politique
Nigel Farage est régulièrement classé à l'extrême droite, catégorisation qu'il rejette,,. En 2019, selon la journaliste à Marianne Agnès Poirier, le « trublion d’extrême droite Nigel Farage […] est le catalyseur des mécontentements populaires » et « peu importe si l’opinion publique britannique sait désormais que les règles de financement de la campagne ont été enfreintes par le camp du Brexit et que la campagne elle-même a été menée sur des mensonges éhontés et des promesses intenables, Nigel Farage semble résister à tout et notamment à la force des faits ».
En 2020, à la suite de propos considérés déplacés au sujet du déboulonnage à Bristol de la statue d’un marchand d’esclaves, il est annoncé que The Nigel Farage Show, une émission d’une à deux heures diffusée cinq fois par semaine, ne sera pas poursuivie sur NSC.
Nigel Farage a d'abord soutenu le RN français et sa dirigeante Marine Le Pen, écrivant que, bien que les « racines de son parti soient profondément ancrées dans la France de Vichy » et que « l’antisémitisme fasse partie dans son ADN », elle est une « eurosceptique sincère ». Il a ajouté en 2017 que Le Pen « ferait une bonne dirigeante pour la France ». Toutefois, il change d'avis et déclare, lors législatives françaises de 2024, que le programme économique du RN sera « un désastre » pour la France.
En 2025, Nigel Farage adopte des positions économiques s'éloignant du libéralisme thatchérien traditionnel, appelant la réindustrialisation du Royaume-Uni. Il adopte une position ambivalente vis-à-vis des syndicats britanniques. Alors que le manifeste de son parti prône de « faciliter l'embauche et le licenciement » des travailleurs, Farage cherche ensuite à se présenter comme défenseur de la classe ouvrière en soutenant la nationalisation de British Steel lorsque l'usine sidérurgique de Scunthorpe risque la fermeture sous la gestion de propriétaires chinois. Cette stratégie vise à séduire l'électorat des bastions traditionnels du Parti travailliste dans le nord de l'Angleterre et les Midlands.
Toutefois, malgré ses déclarations en faveur d'une « relation sensée » avec les syndicats, Farage et les députés de Reform UK ont systématiquement voté contre le projet de loi sur les droits des travailleurs qui vise notamment à interdire les contrats sans heures garanties et à garantir des congés maladie dès le début de l'emploi, ce qui lui vaut des accusations d'hypocrisie de la part des organisations syndicales.
Tout étant opposé à la politique de zéro émissions nettes, il se déclare favorable à l'énergie nucléaire.
Farage s'oppose aux appels à des déportations massives d'immigrants venant de l'aile droite de son parti.
En 2025, il propage une théorie conspirationniste dérivée de celle du grand remplacement selon laquelle le gouvernement saisirait les terres agricoles pour y installer des migrants,.

## Résultats électoraux

### Chambre des communes
| Élection          | Circonscription         | Parti | Parti  | Voix   | %    | Résultats |
| ----------------- | ----------------------- | ----- | ------ | ------ | ---- | --------- |
| Partielle de 1994 | Eastleigh               |       | UKIP   | 952    | 1,7  | Échec     |
| Générales de 1997 | Salisbury               |       | UKIP   | 3 332  | 5,7  | Échec     |
| Générales de 2001 | Bexhill and Battle      |       | UKIP   | 3 474  | 7,8  | Échec     |
| Générales de 2005 | South Thanet            |       | UKIP   | 2 079  | 5,0  | Échec     |
| Partielle de 2006 | Bromley and Chislehurst |       | UKIP   | 2 347  | 8,1  | Échec     |
| Générales de 2010 | Buckingham              |       | UKIP   | 8 410  | 17,4 | Échec     |
| Générales de 2015 | South Thanet            |       | UKIP   | 16 026 | 32,4 | Échec     |
| Générales de 2024 | Clacton                 |       | REFORM | 21 225 | 46,2 | Élu       |

### Parlement européen
| Élection            | Circonscription       | Parti | Parti  | Voix    | %    | Résultats |
| ------------------- | --------------------- | ----- | ------ | ------- | ---- | --------- |
| Européennes de 1994 | Itchen, Test and Avon |       | UKIP   | 12 423  | 5,4  | Échec     |
| Européennes de 1999 | Angleterre du Sud-Est |       | UKIP   | 144 514 | 9,7  | Élu       |
| Européennes de 2004 | Angleterre du Sud-Est |       | UKIP   | 431 111 | 19,5 | Élu       |
| Européennes de 2009 | Angleterre du Sud-Est |       | UKIP   | 440 002 | 18,8 | Élu       |
| Européennes de 2014 | Angleterre du Sud-Est |       | UKIP   | 751 439 | 32,1 | Élu       |
| Européennes de 2019 | Angleterre du Sud-Est |       | Brexit | 915 686 | 36,1 | Élu       |

### Élections à la direction de parti
| Année | Parti | Voix  | %    | Résultats |
| ----- | ----- | ----- | ---- | --------- |
| 2006  | UKIP  | 3 239 | 45,0 | Élu       |
| 2010  | UKIP  | 6 085 | 60,5 | Élu       |